# Joseph-Édouard Méthot
Pour les articles homonymes, voir Méthot.
Joseph-Édouard Méthot (24 mai 1855, Sainte-Anne-de-Lapérade, Canada-Est, Province du Canada - 16 mai 1920, Arthabaska, Québec, Canada), baptisé Joseph-Édouard-Tancréde Méthot, est un avocat, politicien et militaire québécois. Il a été bâtonnier du Québec.

## Biographie
Joseph-Édouard Méthot est le fils de Télésphore Méthot, un marchand, et de Céline Matte. Joseph-Édouard Méthot complète l'ensemble de ses études au Séminaire de Trois-Rivières, y ayant notamment étudié le droit avant d'être reçu par Arthur Turcotte, alors l'Orateur de l'Assemblée législative du Québec afin de compléter son stage de clerc. Joseph-Édouard Méthot est officiellement reçu au sein du Barreau du Québec en juillet 1875.
De 1873 à 1878, Joseph-Édouard Méthot est un réserviste au sein du Queen's Own Cameron Highlanders, 79e régiment d'infanterie, bien qu'aucune source n'atteste qu'il ait pris part à la Troisième guerre anglo-ashanti qui était en cours à l'époque.
Le 12 janvier 1881 à Saint-Grégoire-de-Nicolet, Joseph-Édouard Méthot, 25 ans, épouse Alida Dorais, 23 ans, fille de Louis-Trefflé Dorais, député conservateur indépendant à l'Assemblée nationale du Québec, et de Marie-Louise-Elmire Poisson. Deux filles sont connues du couple: Gertrude Méthot et Marie-Antoinette-Jeanne Méthot, toutes deux mariés aux frères Joseph et Georges Berges, respectivement.
Bien que ce soit à Trois-Rivières que Joseph-Édouard Méthot ait entamé sa carrière d'avocat, celle-ci le conduira jusqu'à Arthabaska, dans la région des Bois-Francs, au Centre-du-Québec,. Il entame sa pratique du droit au sein du Barreau d'Arthabaska en 1888. En juillet 1896, huit ans après son arrivée à Arthabaska, Joseph-Édouard Méthot est créé conseiller de la reine sur recommendation du ministère de la justice du Canada. De 1903 à 1907, Méthot réussit à se faire élire maire de la municipalité d'Arthabaska, devenant ainsi son treizième maire depuis sa fondation,. Pendant qu'il est maire d'Arthabaska, Joseph-Édouard Méthot se fait également élire à titre de bâtonnier du Québec pour le bâtonnat de 1904-1905.
Au cours de ses années à Arthabaska, Joseph-Édouard Méthot est notamment devenu le propriétaire et l'éditeur en chef du journal l'Écho des Bois Francs. Il était politiquement aligné avec les conservateurs, ayant souvent représenté des candidats du Parti conservateur du Canada à Trois-Rivières lors de remises de pétitions, entre autres. La rue Méthot à Victoriaville lui est dédiée.
Joseph-Édouard Méthot est décédé à Arthabaska le 16 mai 1920, à l'âge de 64 ans.

## Hommages et distinctions

### Titre honorifique
- Conseiller de la reine[7]

### Titre de civilité
- Monsieur le bâtonnier[10]

### Droit
- Avocat, Juriste
- Droit au Québec, Droit civil
- Histoire du droit au Québec, XIXe siècle en droit au Québec, XXe siècle en droit au Québec
- Système judiciaire du Québec, Loi du Québec
- Barreau du Québec, Bâtonnier du Québec
- Barreau d'Arthabaska, Districts judiciaires du Québec
- Code civil du Bas-Canada, Code criminel du Canada